# Gasthaus Sonne (Oberderdingen)

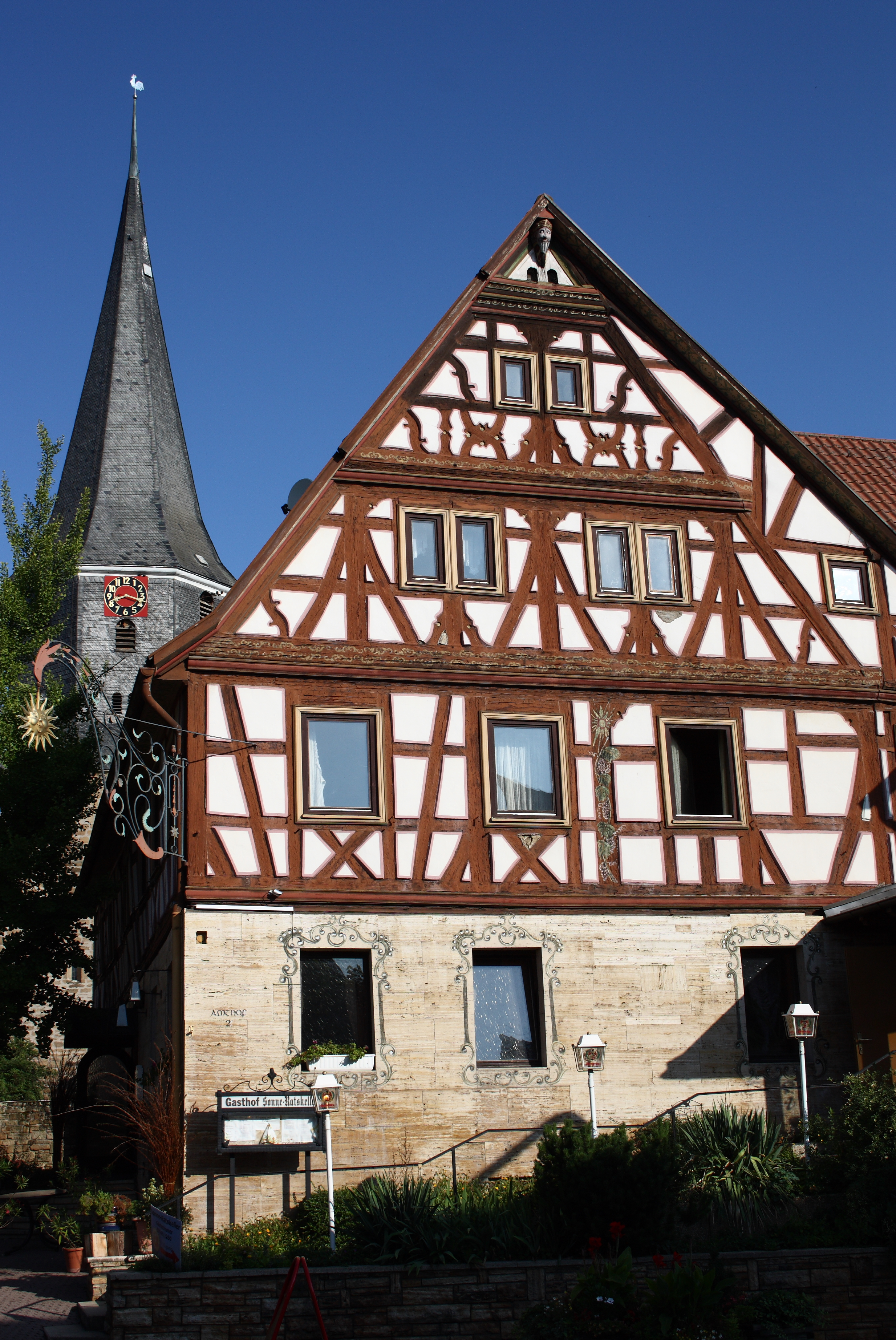
Gasthaus Sonne in Oberderdingen

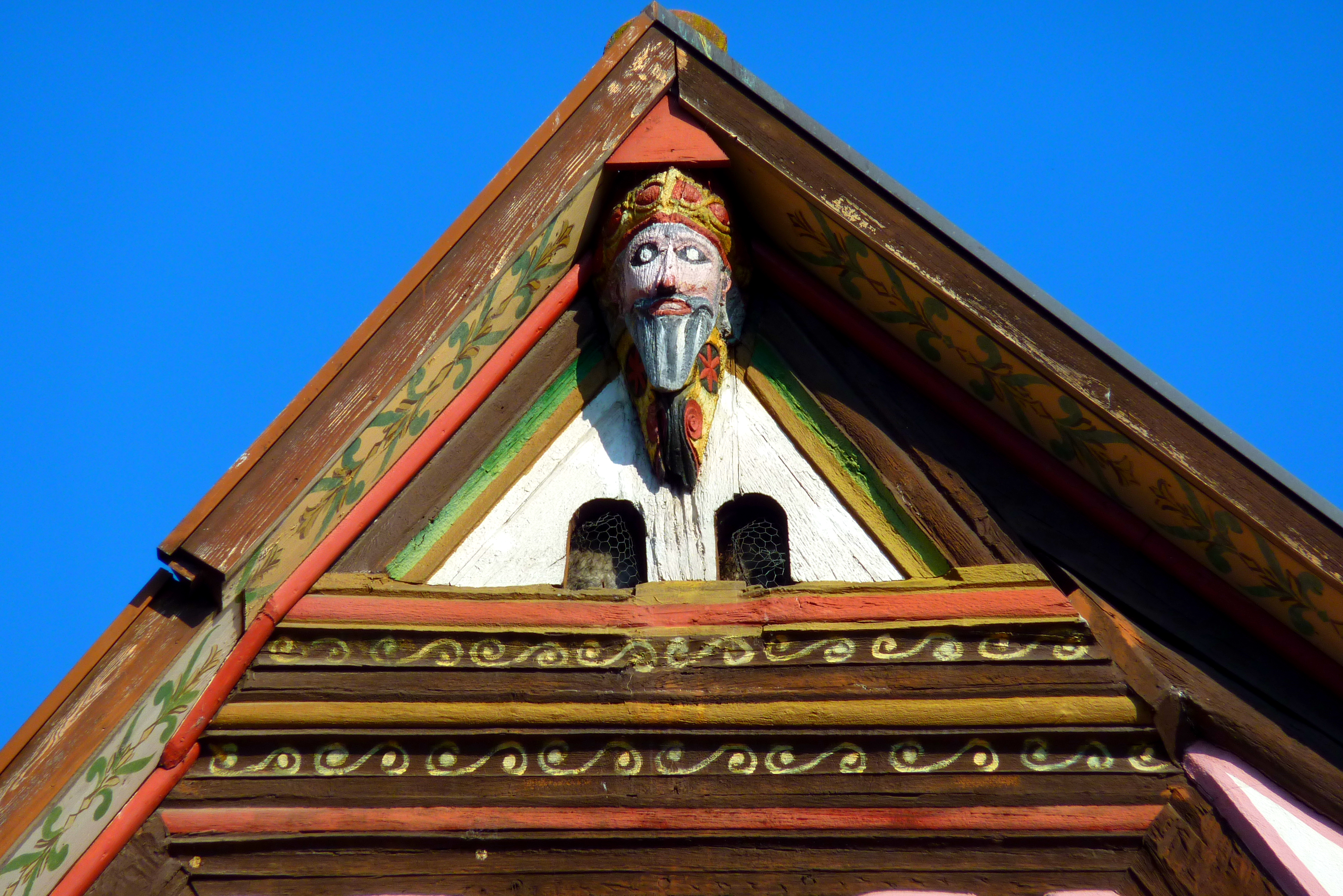
Geschnitzter Kopf unter dem First

Das Gasthaus Sonne ist ein Gasthaus in Oberderdingen, einer Gemeinde im Landkreis Karlsruhe in Baden-Württemberg, das im letzten Viertel des 16. Jahrhunderts errichtet wurde. Das Fachwerkhaus ist ein geschütztes Baudenkmal.

## Beschreibung
Das Gasthaus Sonne befindet sich am Amtshof/Ecke Brettener Straße. Über dem mit Steinplatten verkleideten Erdgeschoss stehen ein Fachwerkstock und zwei Dachstöcke. Der rechte Anbau wurde später angefügt. Die Fenster des Fachwerkstocks wurden vergrößert und dadurch das Fachwerkgefüge verändert. 
Im unteren Dachstock finden sich dreimal der Fränkische Mann und kleine Fußbänder mit ausgeputzten Augen. Im oberen Dachstock sind Andreaskreuze mit Zacken und ausgeputzten Augen vorhanden und unter dem First befindet sich ein geschnitzter Kopf mit langem Bart. Die Rähme, Balkenköpfe und Schwellen sind mit profilierten Bohlen verkleidet.  